# Alto Estado Mayor (España)
El Alto Estado Mayor (AEM) fue un órgano superior de las Fuerzas Armadas Españolas que funcionó entre 1939 y 1980, durante la dictadura franquista y la transición. Tenía a su cargo las funciones de coordinación entre los estados mayores de las tres ejércitos (Armada, Ejército de Tierra y Ejército del Aire).

## Historia
El AEM fue creado el 30 de agosto de 1939 con el objetivo de tener un "órgano de coordinación, estudio e información, que facilitase al mando supremo los elementos de juicio convenientes para la orientación de sus designios". De esta manera queda constituido el Alto Estado Mayor con los siguientes cometidos:
- Someter a la autoridad estudios y propuestas para la ordenación de las energías nacionales para que en caso de guerra quedasen aseguradas en su máxima medida su evolución y funcionamiento en régimen autárquico.
- Preparar el estudio de las resoluciones que procedan en orden a la ponderación de medios orgánicos entre los ejércitos de tierra, de aire y la armada.
- Estudiar y proponer las líneas generales de las organizaciones permanentes que deban constituir bases de operaciones combinadas de las anteriormente nombradas fuerzas.
- Estudiar y proponer directivas y planes para su acción conjunta en caso de guerra.
- Facilitar al mando supremo la información necesaria para la apreciación del potencial militar y económico de otros países.

Para esto fue necesario por una parte el nombramiento de un General-Jefe que sería miembro y secretario de la Junta de Defensa Nacional, y por otro lado la creación de una secretaría y tres secciones: una militar, otra económica y una de información.
El 5 de febrero de 1944 se planteó la necesidad de actuación contra los servicios de inteligencia extranjeros dentro de España. Por ello comenzó a funcionar una nueva agencia de inteligencia militar, la denominada "Tercera Sección de Información del Alto Estado Mayor". Sin embargo, debido a problemas de coordinación entre los distintos mecanismos de contraespionaje de la época se decide en 1945 hacer un reparto de competencias: el Alto Estado Mayor se encargaría del espionaje y contraespionaje de carácter militar tanto dentro como fuera del país, el Ministerio de Gobernación se encargaría de la seguridad interna del país, y el resto de ministerios recabarián la información general según sus necesidades.
Después de la muerte de Franco se reorganizó la estructura administrativa de las Fuerzas Armadas. El AEM desapareció en 1980 al asumir todas sus funciones la Junta de Jefes de Estado Mayor (JUJEM), siendo ésta sucedida en 1984 por el Estado Mayor de la Defensa (EMAD).

## Jefes del Alto Estado Mayor
| Graduación                | Nombre                          | Nombramiento             | Cese/fallecimiento       | Notas |
| ------------------------- | ------------------------------- | ------------------------ | ------------------------ | --- |
| General de Brigada        | Juan Vigón Suero-Díaz (1.ª vez) | 30 de agosto de 1939     | 27 de junio de 1940      | Ministro del Aire (1940-1945) |
| General de División       | Francisco Martín Moreno         | 30 de julio de 1940      | † 23 de abril de 1941    | |
| Teniente General          | Fidel Dávila Arrondo            | 5 de mayo de 1941        | 20 de julio de 1945      | - Presidente de la Junta Técnica del Estado (1936-1937) - Ministro de Defensa Nacional (1938-1939) - Ministro del Ejército (1945-1951) |
| Teniente General          | Luis Orgaz Yoldi                | 19 de octubre de 1945    | † 31 de enero de 1946    | |
| Teniente General          | Juan Vigón Suero-Díaz (2.ª vez) | 15 de febrero de 1946    | † 25 de mayo de 1955     | Ministro del Aire (1940-1945) |
| Teniente General          | Carlos Asensio Cabanillas       | 3 de junio de 1955       | 6 de junio de 1958       | Ministro del Ejército (1942-1945) |
| Capitán General           | Agustín Muñoz Grandes           | 6 de junio de 1958       | † 11 de julio de 1970    | - Ministro del Ejército (1951-1957) - Vicepresidente del Gobierno (1962-1967)                                                          |
| Teniente General          | Manuel Díez-Alegría Gutiérrez   | 23 de julio de 1970      | 14 de junio de 1974      | |
| Teniente General          | Carlos Fernández Vallespín      | 15 de junio de 1974      | † 28 de abril de 1977    | I Presidente de la Junta de Jefes de Estado Mayor.                                                                                     |
| Teniente General del Aire | Felipe Galarza Sánchez          | 23 de julio de 1977      | 12 de septiembre de 1978 | Presidente de la Junta de Jefes de Estado Mayor.                                                                                       |
| Teniente General del Aire | Ignacio Alfaro Arregui          | 12 de septiembre de 1978 | 19 de mayo de 1980       | Presidente de la Junta de Jefes de Estado Mayor.                                                                                       |